# Świat jest płaski
Teoria płaskiego świata (ang. The World Is Flat: A Brief History of the Twenty-First Century) – wydana w 2005 książka amerykańskiego dziennikarza i publicysty Thomasa Friedmana, w której autor dokonał analizy zjawisk zachodzących w globalizującym się świecie. Jak twierdzi Friedman, „świat stał się płaski” z powodu „internetowej globalizacji”. Według niego nowe technologie informacyjne umożliwiają specjalistom z krajów słabo rozwiniętych konkurowanie ze specjalistami z krajów wyżej rozwiniętych, co wpływa na zmniejszanie się różnic między poszczególnymi regionami świata. Określenie Friedemana „Świat jest płaski” nawiązuje do wprowadzonego w latach 60. XX w. przez Marshalla McLuhana pojęcia-zjawiska „globalnej wioski”.
Friedman ukazał spłaszczony świat jako efekt 10 sił spłaszczających:
1. upadek muru berlińskiego – 9 listopada 1989 jest to symboliczna data początku nowej ery, związanej z przyśpieszeniem osiągania przez świat płaskości; koniec starcia między kapitalizmem i komunizmem,
2. debiut spółki Netscape – 9 sierpnia 1995 jako pierwsza zaoferowała komercyjną i popularną przeglądarkę stron WWW,
3. rozwój technologii i oprogramowania do zarządzania pracą oraz wirtualnych sieci prywatnych – w produkcji mogą uczestniczyć specjaliści z całego świata,
4. uploading – eksperci i „specjaliści” pracują nad projektami dot. rozwiązań informatycznych, które udostępniają za darmo, ponadto są lepsze niż komercyjne, co wpływa na rozwój rynku np. oprogramowania,
5. outsourcing – tańsza siła robocza, głównie z Indii i Chin, wykonuje proste różne zadania,
6. offshoring – przenoszenie przez przedsiębiorstwo wybranych procesów strategicznych do innej o tańszej lokalizacji, np. międzynarodowa współpraca z Chinami i swobodną wymianę handlową Chin z resztą świata,
7. supply-chaining – przewaga konkurencyjna nad precyzyjnym, niezawodnym i szybkim łańcuchu dostaw,
8. Insourcing – przejmowanie części funkcji jednego przedsiębiorstwa przez drugie, które jest do tego lepiej przygotowane i dla którego stanowi to jedynie lekkie odchylenie od obecnie obowiązującej strategii, np. listonosz roznoszący pocztę oraz zbierający opłatę za abonament telewizyjny,
9. in-forming – rozwój wyszukiwarek internetowych (Google, Yahoo!, MSN Web Search), które mają nieograniczone zasoby sieci komputerowych,
10. „sterydy” – komunikowanie się urządzeń ze sobą oraz z człowiekiem w różnych miejscach na świecie; nieograniczone możliwości komunikowania się i współpracy świata m.in. przez telefonie mobilną, wifi, Bluetooth.